# C7H16N2O
化学式C7H16N2O（摩尔质量：144.218 g/mol）可以指：
- 1,3-二正丙基脲（N,N'-二正丙基脲），CAS号：623-95-0
- 1,3-二异丙基脲（N,N'-二异丙基脲），CAS号：4128-37-4
- 米拉醋胺（英语：Milacemide），CAS号：76990-56-2

|  | 这个同类索引页列出了具有相同分子式的化学物（即同分異構體）条目。 除非您是有意链接至本页，否则应将相应条目的内部链接指向正确的条目。 |